# Fizesereneia
Fizesereneia is een geslacht van krabben uit de familie Cryptochiridae.

## Soorten
- Fizesereneia daidai Zayasu, 2013
- Fizesereneia heimi (Fize & Serène, 1956)
- Fizesereneia ishikawai Takeda & Tamura, 1980
- Fizesereneia latisella Kropp, 1994
- Fizesereneia panda Van der Meij, 2015
- Fizesereneia stimpsoni (Fize & Serène, 1956)
- Fizesereneia tholia Kropp, 1994